# Травин, Глеб Леонтьевич
Глеб Лео́нтьевич Тра́вин (28 апреля 1902, село Касьево, Псковский уезд — 19 октября 1979, Псков) — советский путешественник, велогонщик и тренер. Совершил одиночное велосипедное путешествие по периметру границ СССР в 1928—1931 годах, включая арктическое побережье, за 1109 дней, проехав, по распространенным данным, около 85 тысяч километров. За полтора года арктического этапа он проехал по побережью и льдам Северного Ледовитого океана около 40 тысяч километров — от Кольского полуострова до мыса Дежнёва на Чукотке. Подвиг Травина до сих пор не повторен, а регистрационный журнал путешественника, хранящийся в Псковском музее-заповеднике, является неопровержимым доказательством его беспримерного велопробега.

## Детство и юность
Глеб Травин родился 28 апреля 1902 года в деревне Касьево Псковского уезда. В советских автобиографиях он указывал, что был сыном бедного крестьянина, однако, по воспоминаниям родственников, семья была зажиточной. Отец, Леонтий Травин, работал лесничим, затем дворником. Мать — Анна. В семье было трое сыновей и три дочери, при этом Глеб шутил: «В семье было три сына: двое умных, а третий… велосипедист».  Отец научил Глеба выживать в дикой природе, ориентироваться на местности, добывать пищу и устраивать ночлег в лесу и поле, а также, при необходимости, употреблять в пищу сырое мясо. В юности Глеб получил хорошее образование и отличную физическую подготовку, привыкнув к дальним походам по псковским лесам. Ещё подростком он возглавил псковский клуб «юных охотников-следопытов». В 1913 году семья переехала в Псков, где Леонтий Травин устроился на работу дворником. В юности Глеб имел возможность кататься на велосипеде, в его распоряжении был складной велосипед фабрики «Лейтнер», выпускавшийся для армейских нужд.

## Путешествие

### Предпосылки и подготовка
В 1923 году Псков посетил голландский велосипедист Адольф де Гроот (Adolf de Groot), совершавший велопробег по Европе по маршруту Антверпен — Германия — Скандинавские страны — СССР — Персия — Северная Африка — Испания — Франция — Антверпен. Знакомство с ним вдохновило Травина на идею длительного велопутешествия. Первоначально целью Травина было кругосветное путешествие на велосипеде.
Травин готовился к велопутешествию в течение пяти лет, активно тренируясь и изучая необходимые дисциплины. С 1925 года он проходил срочную службу в армии в Ленинградской области, недалеко от родных мест, быстро став отличником военной подготовки и командиром взвода. Во время срочной службы в армии он усиленно изучал географию, геодезию, зоологию, ботанику, фотодело и слесарное дело.  «Голландец может, — подумалось тогда, — а я разве не могу?» — вспоминал Травин, рассказывая, как в нём зародился интерес к сверхдальним рейсам. Демобилизовавшись из армии в 1927 году, получил специальное разрешение от командующего Ленинградским военным округом на поездку на Камчатку, желая испытать себя в незнакомых условиях. При демобилизации, воспользовавшись правом на бесплатный проезд к месту жительства, Травин указал в качестве такового Петропавловск-Камчатский, вместо псковской Петропавловской улицы, что позволило ему добраться до Дальнего Востока.
После демобилизации Травин уехал в Петропавловск-Камчатский, где устроился работать на строившуюся первую электростанцию, а после её запуска стал работать электриком. За ударный труд при строительстве электростанции он получил премию, на которую купил новый японский велосипед. В свободное время он тренировался, в том числе зимой на льду Авачинской бухты, используя «дороги», проложенные собачьими упряжками. Летом 1928 года Травин совершил велопоход из Петропавловска-Камчатского в Усть-Камчатск, протяженностью около 1000 км. На тренировки на Камчатке ушёл целый год, за который он испытал себя и велосипед на горных тропах, переправах через реки и в непроходимых лесах, убедившись, что велосипед его не подведет. Для задуманного кругосветного путешествия он решил начать с велопробега вдоль границ СССР.
Смелость замысла Травина покорила камчатское отделение спортивного общества «Динамо». В обмен на обещание проехать вокруг света с динамовской повязкой, Травин получил официальное одобрение и документы, а также заказ из США нового велосипеда «Принстон». К осени 1928 года все было готово к велопробегу. Из Америки прибыл ярко-красный велосипед «Принстон» с белыми стрелами на раме и руле. К нему Травин приделал два кожаных кофра, которые, будучи герметичными, могли служить понтонами при переправах через реки. К багажнику крепилась сумка с зимней одеждой, фотоаппаратом и «неприкосновенным запасом» — килограммом шоколада и тремя килограммами прессованных сухарей. Общий вес велосипеда с экипировкой достигал 80 кг. Изначально планировалось, что вместе с Травиным от «Динамо» поедут еще два велосипедиста, но, увидев экстремальность подготовки Травина, они отказались от участия.

### Организация велопутешествия

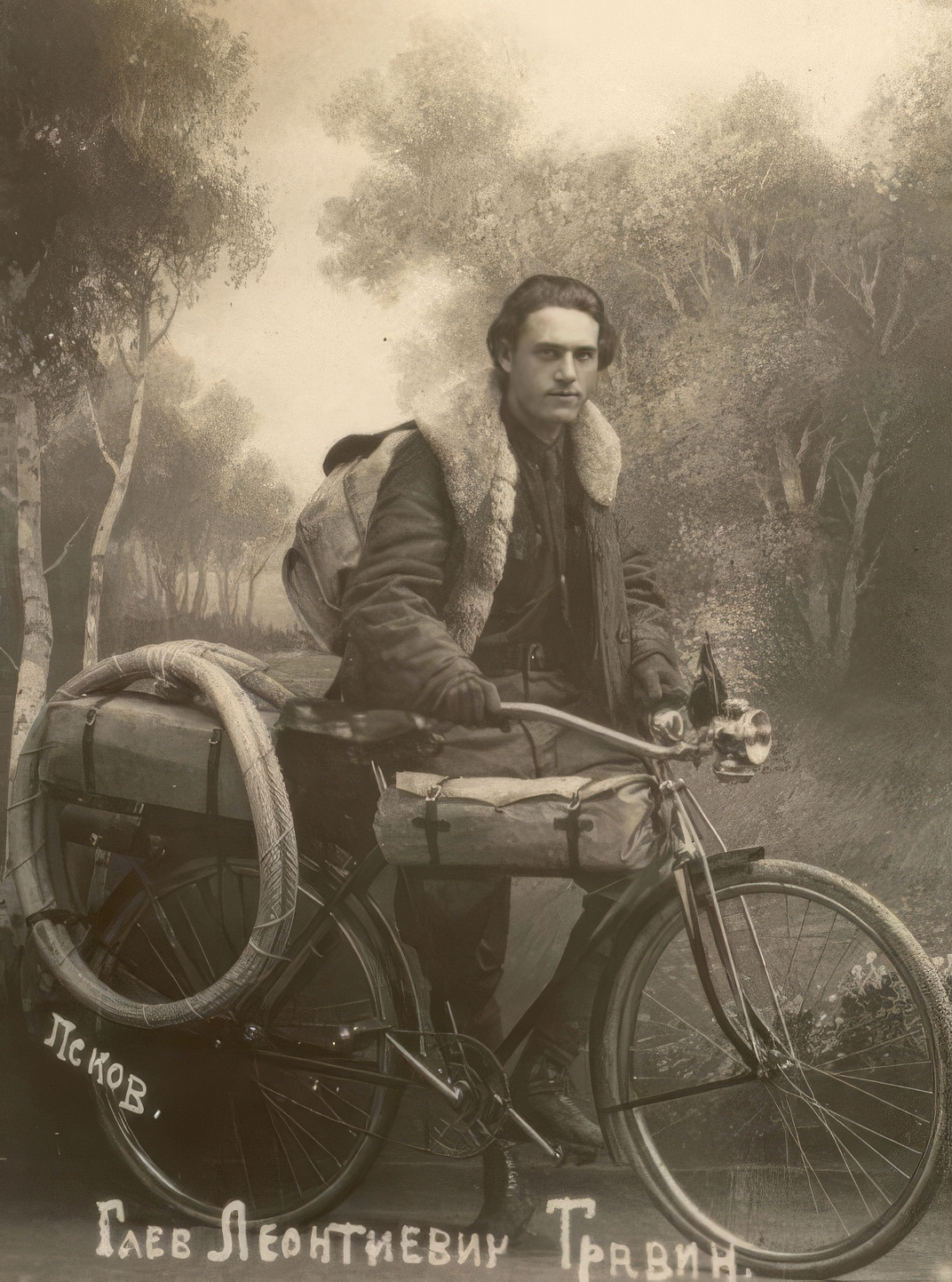
Фотография Травина 1929 года

Травин стремился придать своему велопоходу идеологическую окраску, пропагандируя физическую культуру. Он пытался получить разрешение на кругосветное путешествие, но, осознав, что советские власти не одобрят такую инициативу, разработал и утвердил маршрут вдоль границ СССР.
Для своего велопохода Травин получил от камчатского горисполкома дорожный велосипед Princeton модели 404 американского производства, красного цвета с белыми стрелами на раме, специально доставленный в Петропавловск-Камчатский. На собственные средства он приобрел фотоаппарат Kodak, который был доставлен тем же пароходом.
В багаж путешественника, помимо велосипеда и фотоаппарата, входили регистрационная книжка, одежда (включая зимнюю), лекарства и инструменты. Регистрационный журнал Г. Л. Травина, хранящийся в Псковском музее-заповеднике, содержит 256 почтовых штампов пограничных пунктов с датами, печатями и подписями почтовых работников, что делает его своего рода «командировочным удостоверением» путешественника. В паспорте-регистраторе Травина печатями удостоверено прибытие велосипедиста в 1929—1931 годах в Мурманск и Архангельск, на острова Вайгач и Диксон, в селения Хатанга, Русское Устье, Уэлен и другие. Провиант состоял из семи фунтов прессованных галет и килограмма шоколада. Также Травин взял с собой небольшую сумму денег. От огнестрельного оружия он отказался, ограничившись охотничьим ножом. Недостаток продуктов питания Травин планировал компенсировать охотой и собирательством. В Псковском художественно-историческом музее экспонируются велосипед и снаряжение Травина — компас, нож, ружьё, багажник с запчастями и инструментами.
Распорядок дня, запланированный Травиным на время путешествия:
- 10 часов в седле, минимальное время дневной езды — 8 часов;
- двухразовое питание — в шесть часов утра и в шесть часов вечера;
- сон под открытым небом.

Питался Травин тем, что мог добыть охотой и рыбалкой.
Во время путешествия Травин вел дневник, который в 1930-е годы был уничтожен его родственниками вместе с оригиналами фотографий из-за опасений репрессий после ареста биографа Травина Вивиана Итина.
В пути Травин носил нарукавную повязку с надписью «Путешественник на велосипеде Глеб Травин». Для большей представительности и узнаваемости, Травин также взял с собой запас визитных карточек с той же надписью, которые раздавал на остановках. По его просьбе местные жители переводили надпись на языки республик СССР, через которые он проезжал, что иногда приводило к забавным недоразумениям из-за неточностей перевода.
Начав путешествие, Травин дал обет не стричь волосы до его завершения. Он отращивал волосы весь 1928 год, считая, что они заменят ему шапку в холодных регионах, и в дальнейшем не стригся и не брился до конца путешествия. Голову он перехватывал кожаным лакированным ремешком.

### Первая часть путешествия — вдоль южной границы СССР
Глеб Травин с велосипедом покинул Петропавловск-Камчатский 10 октября 1928 года, отправившись на пароходе во Владивосток. Велопробег стартовал из Владивостока 23 октября осенью 1928 года — 10 октября. На рукаве велосипедиста красовалась динамовская повязка с надписью: «Турист вокруг света на велосипеде Глеб Леонтьевич Травин». До Владивостока путешественник доплыл пароходом, а затем на велосипеде двинулся вдоль Транссибирской магистрали через Хабаровск к Байкалу. Байкал Травин пересёк по льду, следуя совету смотрителя маяка. В дальнейшем он также неоднократно пересекал реки и озёра по льду.
Двигаясь вдоль Транссиба, через 12 дней Травин достиг Хабаровска, далее его путь лежал вдоль Амура и на запад. 23 декабря 1928 года он миновал город Свободный (Амурская область), а через три недели достиг района современной границы Амурской области и Забайкальского края. Неподалёку от Читы Травин встретил пешего ходока Колякова, жителя Приморья, возвращавшегося домой из Москвы после пешего похода к М. И. Калинину с жалобами от жителей Приморья. Коляков критически отнёсся к велопутешествию Травина, заявив, что «колеса красной американской диковинки до Москвы не доедут», за что получил от него прозвище «горе-ходок».
Вдоль Транссиба Травин доехал до Новосибирска, далее его путь пролегал через Сибирь и Среднюю Азию, включая города: Чита, Иркутск, Красноярск, Барнаул, Семипалатинск, Алма-Ата, Фрунзе (Бишкек), Ташкент, Бухара, Ашхабад, откуда повернул на юг, в Казакскую АССР, затем в среднеазиатские республики СССР — Узбекскую ССР, Таджикскую АССР и Туркменскую ССР. Путь на велосипеде от Владивостока до Каспийского моря, вдоль всей южной границы СССР, занял 276 дней.
В мае 1929 года путешественник достиг Душанбе, где в редакции местной газеты ему помогли перевести надпись на нарукавной повязке на таджикский язык. Из-за отсутствия слова «велосипед» в таджикском языке, надпись приобрела значение «путешественник на шайтан-арбе», что буквально переводится как «путешественник на чёртовой телеге».  В Самарканде и Ашхабаде печатались нарукавные повязки на узбекском и туркменском языках, но перевод «шайтан-арба» для велосипеда так и остался.
Каспийское море Травин пересёк на пароходе, далее его путь пролегал через Баку и Тбилиси к Ростову-на-Дону. Чтобы соблюсти контур границы, Травин заехал в Крым и от Севастополя направился в Москву. Путь от Севастополя до Москвы занял 26 суток. В Москве Травин посетил Высший совет физической культуры Всероссийского Исполкома, где поставил печать этого органа в свой паспорт-регистратор Из Средней Азии на Кавказ Травин переправился через Каспийское море на пароме.
Покинув Москву, Травин через Тверь направился в родной Псков, где пробыл два дня. 13 октября 1929 года газета «Псковский набат» сообщила о его приезде, указав, что за два года Травин проехал около 80 тысяч километров, что, вероятно, было сильным преувеличением.

### Полярная часть путешествия
Из родного Пскова велосипедист отправился на север, через Ленинград, прямо в Мурманск, которого и достиг 21 ноября 1929 года. Путь от Владивостока до столицы Кольского полуострова на велосипеде занял 394 дня. С Кавказа летом 1929 года Травин проехал по европейской части страны и в ноябре 1929 года достиг Мурманска, откуда началась его зимняя арктическая часть путешествия вдоль побережья Северного Ледовитого океана. Значительную часть этого этапа он проехал по льду. В Мурманске Травина встретил врач Андрусенко, который, потрогав одежду путешественника и обследовав его, был удивлен его богатырскому здоровью.
Из Мурманска Травин переправился на пароходе через Белое море в Архангельск и 5 декабря 1929 года стартовал из Архангельска на восток, намереваясь проехать на велосипеде через все Заполярье, около 5000 км до Чукотки по прямой. Именно этот участок пути является наиболее фантастическим и вызывает сомнения в реальности полного велопробега.  Из Архангельска Травин отправился в арктическую одиссею протяженностью 40 тысяч километров, проехав их за полтора года по льду и побережью Ледовитого океана до мыса Дежнёва. Предстоящий путь выглядел настолько невероятным, что в кают-компании ледокола «Ленин» профессор Н. И. Евгенов, руководитель Морской Карской экспедиции, заявил Травину, что зимой на Таймыре не остается даже волков, назвав его самоубийцей за намерение ехать на велосипеде до Чукотки. В одном из северных поселений Травин приобрел меховой комбинезон, позволивший ему комфортно спать на снегу, зарывшись в сугроб. Охотники научили его добывать тюленей, моржей, белых медведей, песцов и оленей. Он также самостоятельно научился ловить рыбу на велосипедную спицу в трещинах льда, используя трещины, образующиеся вo льду от морозов, куда устремляется рыба. В результате, основу рациона Травина на Севере составляли сырое мясо и сырая рыба — свежая и мороженая (строганина). Травин принимал пищу дважды в сутки — в 6 часов утра и 6 вечера.
В районе острова Долгий с Травиным произошёл серьёзный инцидент. Проснувшись после ночёвки в снегу, он обнаружил, что его сапоги и комбинезон вмёрзли в лёд, образовавшийся из-за выступившей ночью из трещины морской воды.  «Есть вещи, о которых не хочется вспоминать. Да и любой на моем месте, наверное, воспротивился бы, например, пересказу, как он вмерз, словно лягушка, в лед недалеко от Новой Земли» — вспоминал Травин об этом эпизоде. Это случилось ранней весной 1930 года при возвращении вдоль западного побережья Новой Земли к острову Вайгач во время ураганного восточного ветра, сбивавшего его с велосипеда. Ночью рядом с местом ночлега Травина образовалась трещина, выступившая вода превратила снег в ледяной скафандр. С трудом освободившись с помощью ножа, путешественник сильно повредил одежду и обувь. Ему пришлось продолжать путь с открытыми морозу ногами и в рваном комбинезоне. Обнаружив олений след, Травин, уже с обмороженными ногами, добрался до чума ненецких оленеводов. По словам Травина, вид человека, облепленного льдом, напугал ненцев, принявших его за «пришельца с другой планеты». Путь в рваной одежде и обуви занял около суток, последнюю часть до стойбища Травин преодолел ползком из-за отказавших ног.
Согревшись, Травин обнаружил признаки серьёзного повреждения пальцев ног и, опасаясь гангрены, частично ампутировал себе пальцы, срезав отмершую кожу («снял её как носок»). Операцию пришлось проводить на виду у настороженных обитателей чума.  «Ты, — говорят, — режешь сам себя и не плачешь. А это только черт так может!» — передавал Травин слова ненцев, решивших, что перед ними дух-людоед кели. После этого случая он получил у северных жителей прозвище «сухой олень», поскольку оленеводы не знали слова «велосипед», а изогнутый руль напоминал им оленьи рога, и «человек с железным оленем». Позднее за Травиным закрепилось журналистское прозвище «человек с железным оленем» и «рыцарь красной педали».
Вскоре после ампутации, ослабленного Травина атаковал голодный песец.  «Я упал в снег, песец набросился со спины. Скинул его с себя, метнул нож. Но песец верткий, попасть в него нелегко. Стал доставать нож из сугроба — песец впился в руку, укусил. Все же я его перехитрил. Потянулся снова за ножом левой рукой, песец метнулся к ней, а я его правой — за шиворот» — вспоминал Травин об этом нападении.  Зверь повалил его, но путешественнику удалось зарезать песца и забрать его шкуру, которую он использовал как шарф.
С ещё не зажившими ногами Травин попал на ледокол «Ленин» Морской Карской экспедиции, затертый льдами у Новой Земли в Карском море, где общался с ее руководителем, гидрографом профессором Н. И. Евгеновым. Известный полярный летчик, Герой Советского Союза Б. Г. Чухновский также видел Травина у Новой Земли и на острове Диксон.  Командующий полярной авиацией М. И. Шевелев также свидетельствовал, что летчики видели велосипедиста в устье Енисея. Профессор Евгенов выразил сомнение в возможности достижения Чукотки в одиночку на велосипеде, назвав Травина «самоубийцей», но был удивлён уверенностью путешественника в удобстве езды по льду. В день отплытия Травина с ледокола, летчик Чухновский сфотографировал его на прощание.  Первый радист Чукотки И. К. Дужкин позднее подтвердил прибытие Травина в Уэлен.
Перед полуостровом Таймыр Травин провалился под лёд на реке Пясина, самой большой реке Таймыра.  «Я почувствовал, как вместе с ними угасает и моя жизнь» — вспоминал Травин о моменте, когда промокшая одежда начала замерзать на морозе. Выбравшись, он едва не погиб. «После этой ледяной купели Таймыр все же вознаградил меня» — писал Травин, рассказывая, как, выбравшись на берег, он наткнулся на запас оленьих туш, оставленных охотниками, где смог согреться и отдохнуть. Выбравшись, он долго сушил промокшую одежду — сначала на ветру на морозе, зарывшись в сугроб, затем, одевшись, сушил на себе в движении. Во время одной из таких пробежек он обнаружил груду оленьих туш, сваленных охотниками, и смог отдохнуть и согреться в ней.
На реке Пясина Травин снова провалился под лёд и едва не погиб.
После этого, по пути на Чукотку, Травин наткнулся на кладбище мамонтов и взял с собой бивень, сумев извлечь его из мёрзлой земли. Бивень мамонта Травин подарил косторезу на Чукотке, и тот сделал из него пластину с изображением кита, моржа, тюленя и надписью «Путешественник на велосипеде Глеб Травин», которая сейчас хранится в Псковском музее.
В небольшом городе Русское Устье на Индигирке Травин поработал учителем географии, рассказывая детям о тёплых краях и катая их на велосипеде.  Русское Устье, по словам Травина, поразило его мягким и певучим говором местных жителей — потомков поморов, основавших село еще во времена Ивана Грозного.  В Русском Устье Травин также участвовал в поимке банды, убившей учительницу-комсомолку, при этом главарем банды оказался «шаман», с которым ранее столкнулся путешественник. В Русском Устье местные охотники подарили путешественнику нарты и собак, уговорив его продолжить путь на собачьей упряжке.
Конец путешествия Травин провёл в поисках стоянки экспедиции Амундсена на острове Четырехстолбовом, где обнаружил реликвии экспедиции — топорик, чашки, запечатанную бутылку с запиской от Амундсена, оставив там и свои реликвии — патроны, дробь, детали велосипеда и описание маршрута в бутылке из-под глицерина. В конце путешествия Травин добрался до Чукотки. Один из чукотских мастеров сделал из бивня мамонта пластины и на одной из них вырезал тюленя, моржа, кита и надпись «Путешественник на велосипеде Глеб Травин».
В июле 1931 года Травин достиг мыса Дежнёва, где повторно попытался получить разрешение на выезд из СССР с целью кругосветного путешествия по маршруту: западное побережье Северной и Южной Америки, Огненная Земля, африканское побережье, Сахара, Аравийский полуостров, Индия, Китай, Тибет, Монголия, СССР. В честь арктического велоперехода Травина комсомольцы Чукотки установили памятный знак на мысе Дежнёва в июле 1931 года, позднее замененный на памятник, изготовленный в Пскове.  Получив отказ и предложение сесть на пароход до Камчатки, он приплыл в Петропавловск-Камчатский 24 октября 1931 года, замкнув круг фантастического велопутешествия, длившегося 1109 дней, или три года и две недели, где завершил своё путешествие.
Во время путешествия у Травина было несколько встреч с белыми медведями.
- За несколько дней до прибытия на мыс Певек Травин встретил старую белую медведицу с двумя маленькими медвежатами. Медведицу он убил, а медвежат взял с собой. По воспоминаниям Травина, он путешествовал с медвежонком около полутора месяцев, спал с ним вместе для тепла, а в Певеке оставил его у хозяина фактории, где медвежонок случайно погиб, съев шкуру своей матери[1][2]. Одного медвежонка пришлось убить на мясо через 5 дней, второго он доставил в факторию Певека и пытался отправить на материк, но этому воспротивились шаманы, и он оставил медвежонка там[5].  После этого случая Травин, по его словам, зарекся убивать белых медведей, испытывая стыд за убийство зверя ради пропитания[2].
- В метель ветер свалил уставшего Травина с ног, он потерял сознание и его засыпало снегом, обморок перешёл в сон. Он проснулся от того, что медведь разрыл снег и обнюхивал его лицо[5].

Сам Глеб Травин, спустя десятилетия, оценивая свое путешествие, говорил, что оно было «экзаменом», где каждый день приходилось доказывать свое право на жизнь, и что, несмотря на все трудности, он никогда не жалел о своем решении, находя радость в движении к цели, преодолении опасностей и красоте северной природы. «Как бы ни было мне тяжело, настраивал себя на то, что самое трудное еще впереди. Преодолев опасность, я испытывал огромную радость от сознания, что стал еще на шаг ближе к цели. Радость приходила вслед за опасностью, как прилив за отливом. Это была первозданная радость бытия, радость от сознания раскрепощенности своих сил» — писал Травин.  В своих размышлениях о путешествии, Травин проводил параллели между собой и такими «чудаками», как Тур Хейердал и Ален Бомбар, изменившими представления о человеческих возможностях, отмечая, что и его «одиссея выдержала время».  В последнем интервью газете «Советский спорт» Травин признался: «Многое из того, что случилось в пути, я не сумел бы повторить ещё раз. Риск? Да. Но не будь его, человечество не вылезло бы из звериных шкур…»

### Итог велопохода
Велопутешествие Глеба Травина вокруг границ СССР продолжалось 1109 дней, или три года и две недели. По распространенным данным, за это время он проехал около 85 тысяч километров.
По завершении путешествия в Петропавловске-Камчатском Травину вручили значок ГТО и вымпел «Камчатский облсовет физкультуры активному ударнику физкультурного движения Камчатки».

### Оценки протяжённости маршрута
Во многих публикациях, начиная с газетных заметок, вышедших во время путешествия Травина, указаны нереально большие пройденные им расстояния, не соответствующие маршрутным записям в регистрационной книжке путешественника. Так, в книге «Человек с железным оленем» Харитановский указал протяжённость маршрута 85 тысяч километров, что противоречит записям маршрутной книжки (превышает указанный в ней путь). Более того, в опубликованной 13 октября 1929 года заметке газета «Псковский Набат» сообщала об уже пройденных тогда 80 тысячах километров при том, что это была только треть запланированного Травиным маршрута. Вероятно, эта цифра была связана с романом Жюля Верна «Вокруг света за 80 тысяч километров». В той публикации пройденное расстояние явно было завышено.
По реалистичным оценкам, длина самой протяжённой (северной) части маршрута, то есть путь по Заполярью, оценивается в 10—13 тысяч километров.

### Участки маршрута, пройденные на кораблях
Согласно записям в книжке-регистраторе Травина, хранящегося в Псковском государственном музее-заповеднике, на кораблях он преодолел пять участков маршрута:
1. с 10 до 23 октября 1928 года участок Петропавловск-Камчатский — Владивосток длиной 2600 км;
2. c 26 до 28 июля 1929 года: Красноводск — Баку — 280 км;
3. с 22 до 26 августа 1929 года: Ростов-на-Дону — Ялта — 580 км;
4. с 20 августа до 11 сентября 1930 года: остров Вайгач — остров Диксон — 850 км;
5. с 30 сентября до 17 октября 1931 года: Залив Лаврентия — Усть-Камчатск — 1900 км.

Возможно, преодолёнными на кораблях являются участки:
- Мурманск — Архангельск, 21 ноября — 5 декабря 1929 года, 820 км. Для прохождения этого участка Травин должен был переправиться через пролив Горло, отделяющий Белое море от Баренцева, однако пролив большую часть зимнего времени года покрыт дрейфующим льдом[10], также через этот пролив осуществляется навигация судов с портом города Архангельск, в зимний период проводка судов осуществляется с помощью ледоколов[11].

### Участок маршрута, пройденный на собаках
В Русском Устье, где Травин появился в январе 1931 года и задержался более, чем на два месяца, жители подарили путешественнику нарты с собаками и уговорили его продолжить путь уже на собачьей упряжке.
По свидетельствам очевидцев, на собаках с велосипедом, лежащим на нартах, Травин проехал от Русского Устья через остров Крестовский и остров Четырёхстолбовой, где его видели якуты. По их словам, путешественник поехал дальше в сторону Чукотки (на Шелагский Мыс), но после Четырёхстолбового свидетельств об упряжке нет.

### Комментарии
1. ↑  
Кель, кели, келе — дух, демон, бес или чёрт в мифологии северных народов. Известны три варианта кели[7]:
  - злые духи, досаждающие человеку;
  - духи-каннибалы, живущие на дальнем берегу;
  - духи, помогающие шаману в колдовстве и врачевании.

## Последующие годы жизни
После возвращения Травин работал электриком на Камчатской электростанции, преподавателем физкультуры в школах и техникумах, тренировал велосипедистов, мотоциклистов и автомобилистов, продолжал заниматься спортом сам и вовлекал в спорт молодёжь.  Более 30 лет Травин прожил на Камчатке, работая на строительстве и эксплуатации первой электростанции Петропавловска-Камчатского, а также заместителем директора мореходного училища.  В годы Великой Отечественной войны командовал полком береговой обороны работал преподавателем военного дела в Камчатском моррыбтехникуме.
В 1962 году Травин вернулся в Псков. В 1969 году Травин и камчатский журналист Н. Ильюшев на самолёте пролетели по части маршрута путешествия Травина от Архангельска до Петропавловска-Камчатского с остановками в Андерме, Тикси, Черском и Певеке.  В 1975 году, в возрасте 73 лет, Глеб Травин планировал совершить новое путешествие по арктическому побережью на автомобиле, к 75-летнему юбилею, но этим планам не суждено было сбыться.  В последние годы жизни бывший велосипедист встречался с тысячами поклонников по всей стране, рассказывая о любимом спорте и своем экстремальном путешествии.
Умер 19 октября 1979 года в Пскове, похоронен на кладбище Орлецы-1.

## Семья
Отец — Леонтий Травин, выходец из крестьянского сословия в Псковской губернии, переехав в Псков, стал мастером-краснодеревщиком, любил лошадей, вырастил скаковую лошадь из жеребёнка.
Мать — Анна.
Супруга — Вера Шантина, этническая финка из интеллигентной семьи, дочь врача. Брак между В. Шантиной и Г. Травиным был заключён в Петропавловске-Камчатском после возвращения Травина из путешествия. Их брак продлился около 30 лет до смерти Веры в 1959 году.
В браке родились пятеро детей: три дочери и два сына, старший из детей — сын Юрий.
Две сестры (Таисия Леонтьевна и Александра Леонтьевна), в 1984 году они жили в городе Дзержинске Горьковской области.  Двое братьев Глеба Травина погибли на фронтах Великой Отечественной войны.

## След в культуре
В 1929 году газета «Псковский набат» опубликовала заметку о прибытии путешественника в родные места.
В газете «Правда Севера» в Архангельске 8 апреля 1930 года была опубликована заметка «На велосипеде через полярное море» с сообщением о путешествии Травина и текстом радиограммы, полученной редакцией от начальника радиостанции острова Вайгач.
В журнале «Вокруг света», издававшемся в Москве с периодичностью в 10 дней, в № 19 за 1930 год была напечатана заметка «На велосипеде через полярное море» со ссылкой на газету.
В 1931 году газета «Камчатская правда» напечатала заметку «Кругосветный путешественник» о завершившемся путешествии Травина.
Советский писатель Викторин Попов посвятил Травину главу «Никчемный герой» в опубликованной в 1932 году книге «Юшар» и главу «Сухой олень» в вышедшей в том же году книге «Люди Большой Земли», посвящённой жизни на Севере. Тот же текст вошёл в его книгу 1934 года «Снег и солнце». Попов, будучи «номенклатурным» писателем, описал путешествие и самого Травина в негативном ключе, изобразив человека, занимавшегося ерундой в то время, когда люди в стране ударно работали, выполняя пятилетний план за три года.
Писатель Вивиан Итин написал очерк «Земля стала своей» о путешествии Травина, опубликованный в журнале «Сибирские огни». В том же году очерк был опубликован во втором издании книги Итина «Выход к морю». Сибирский писатель Вивиан Итин стал одним из немногих, кто позитивно оценил подвиг Травина,  искренне восхищаясь пройденным им путем.
В 1960 году вышла книга Александра Харитановского «Человек с железным оленем. Повесть о забытом подвиге», выдержавшая множество изданий в стране и за границей. Повесть Харитановского, романтизированный рассказ о подвиге Травина, сделала его имя известным на всю страну и за ее пределами,  сыграв ключевую роль в популяризации его подвига и превращении его в легенду.  Во Франции также была издана брошюра по мотивам повести Харитановского. Документальная повесть А. Харитановского «Человек с железным оленем» приводит свидетельства очевидцев путешествия Травина, в частности, полярных летчиков Б. Г. Чухновского и М. И. Шевелева, гидрографа Н. И. Евгенова, радиста И. К. Дужкина.
В 1975 году журналист Олег Чечин со слов самого Травина написал статью «Без скидки на время» о его путешествии, опубликованную в журнале «Вокруг света».  В этой статье Глеб Травин, спустя десятилетия, размышляет о своем путешествии и сравнивает свой подвиг с достижениями Тура Хейердала и Алена Бомбара.
В 1981 году режиссёром Центрнаучфильма Владленом Крючкиным снят документальный фильм о Травине.
В 1984 году в журнале «Вокруг света» опубликована статья Владлена Крючкина «Ещё раз о человеке с железным оленем».
В 1996 году якутский писатель-краевед А. Г. Чикачёв, родившийся в Русском Устье, на основе рассказов своих старших родственников написал очерк о путешествии Травина, который опубликован в 1996 году в газете «Республика Саха» и в 1998 году в книге Чикачёва «Пережитое».
В немецкой пропагандистской прессе в 1943 году публиковались очерки о Травине, где его подвиг восхвалялся, но утверждалось, что Сталин репрессировал его, отправив в лагеря на Колыму.

## Память
- В честь арктического велоперехода Травина комсомольцы Чукотки в июле 1931 года установили памятный знак на мысе Дежнёва, позднее замененный на памятник, изготовленный в Пскове[2].
- Именем Глеба Травина названы клубы путешественников:
  - турклуб в Лозовой под Харьковом[12][21],
  - во Львове[12],
  - в Петропавловске-Камчатском[22],
  - за рубежом — в городах Гера и Берлин[12][2].
- Личные вещи, документы и фотоматериалы, относящиеся к путешествию Травина, хранятся в Псковском музее-заповеднике[9].  В Псковском музее-заповеднике экспонируются велосипед и снаряжение, которое взял с собой в дорогу Глеб Леонтьевич, — компас, нож, ружье, багажник с запасными частями и инструментами[2]. В фондах Псковского музея-заповедника хранятся подлинные вещи Г.Л. Травина, связанные с его путешествием, включая: велосипед, винчестер, лыжи, подбитые оленьим мехом, кожаную сумку, охотничий нож, компас, клык моржа и бивни мамонта, а также более 30 тетрадей дневниковых записей. [3] Особый интерес представляет велосипед Травина, оснащенный керосиновой фарой и оригинальным рулем из ствола винтовки. [3] В Псковском краеведческом музее была организована отдельная выставка, посвященная Г.Л. Травину[1].

## Цитаты
Я выживаю, потому что не борюсь с природой, а стараюсь жить по её законам
Глеб Травин
Многое из того, что случилось в пути, я не сумел бы повторить ещё раз. Риск? Да. Но не будь его, человечество не вылезло бы из звериных шкур…
Глеб Травин

### Интервью и аудиозаписи
- Маграчёв, Л. Е. Человек с железным оленем : Глеб Травин : [арх. 19 апреля 2021] / Ленинградское радио, запись 1964 г.; подготовил С. Сиднев // Старое Радио.

### Видеоматериалы
- Человек с железным оленем : документальный фильм / Реж. Крючкин, В. В.. — 1981. — (Альманах кинопутешествий).

- Глеб Травин // Знай наших : телепередача. — Вести-24, 2018. — 6 июня.

### Публикации
- О. Чечин. Без скидки на время // Вокруг света. — 1975. — № 11 (2602).

- В. Крючкин. Ещё раз о «человеке с железным оленем» // Вокруг света. — 1984. — № 9 (2528).

### Дополнительные материалы
- Реконструкция маршрута Травина на основании данных маршрутной книжки — Яндекс карты. [неавторитетный источник]
- Глеб Травин: 85 000 км на «железном олене». Культура Псковской земли. Администрация Псковской области. Дата обращения: 28 ноября 2014.